# Boy Actor
Der Begriff Boy Actor (auch Boy Player bzw. Children Actor) bezeichnet in der Praxis des elisabethanischen und jakobäischen Theaters im englischsprachigen Raum einen jugendlichen männlichen Darsteller, auch weiblicher Rollen. In der deutschsprachigen Literatur wird dagegen überwiegend der Terminus Knabenschauspieler verwendet.

## Theatergeschichtlicher Hintergrund
Von ca. 1558 bis 1642 war es Frauen gesetzlich verboten, sich professionell als Schauspielerin zu betätigen. Das Verbot galt allerdings nur für englische Frauen. Französische und italienische Theatertruppen konnten ihre Gastspiele mit ihren weiblichen Mitgliedern gestalten.
Aufgrund dieser Einschränkung griffen die professionellen Theatergruppen, zum Beispiel die Lord Chamberlain’s Men, auf männliche Jugendliche bei der Darstellung von Frauenrollen zurück. Diese Jugendlichen waren als Lehrlinge bei den Gilden von London eingeschrieben, die sie zum Theaterspielen an die professionellen Theaterunternehmen ausliehen (wo sie dann auch die meiste Zeit ihrer Lehre verbrachten).
Aus dieser Zeit sind auch Theatertruppen bekannt, die einzig aus jugendlichen Schauspielern bestanden. Die bekanntesten hatten ihren Ursprung bereits seit dem frühen 16. Jahrhundert in den Chorsängern der Kirchenchöre der Chapel Royal oder der königlichen Kapellen (Children of the Chapel und Children of Windsor) sowie der Lateinschule der St.-Pauls-Kathedrale. Für ihre Ausbildung waren ein oder mehrere Leiter verantwortlich, die die Kinder und Jugendlichen in den Sprachen sowie im Gesang und in der Schauspielkunst unterrichteten. Diese Ausbildungsleiter waren häufig selbst Bühnenautoren oder Dramatiker, wie etwa John Lyly in den 1580er Jahren oder Samuel Daniel 1604 und Robbert Daborne 1610. Im Gegensatz zu den Berufsschauspielern, die eigenständig über die Annahme oder Ablehnung eines Stückes entscheiden konnten, lag diese Entscheidungsbefugnis über die Wahl des zu spielenden Stückes bei den Leitern der Knabentruppen.

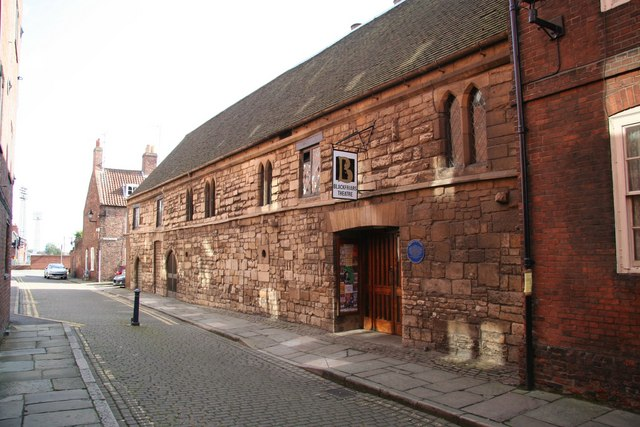
1963 restaurierter Gebäudeteil des ehemaligen Blackfriars Theatre in der Spain Lane, London

1576 bis 1584 und 1599 bis 1613 traten diese Truppen innerhalb der Stadtmauern Londons in Privattheatern, darunter dem Blackfriars Theatre, gegen Bezahlung auf. Bis zur Übernahme des Blackfriar Theatre im Jahre 1608 durch Shakespeares Schauspielgruppe der Lord Chamberlain’s Men oder King’s Men, wie sie sich ab 1603 nannten, traten in den privaten Theatern ausschließlich Kinder auf.
Für die professionellen Erwachsenentruppen stellten diese Kindergruppen bisweilen eine ernstzunehmende Konkurrenz dar, da das Kinderspiel vom damaligen Theaterpublikum als verfeinerter und gesellschaftlich gehobener angesehen wurde. Zudem wurde ihr Spiel durch vielfältige Tanz- oder Singeinlagen häufig ansprechender gestaltet. Zudem erwies sich das von den humanistisch ausgebildeten Kindern dargebotene Schauspiel häufig intellektuell als pointierter aufgrund des natürlichen Talentes, das die Boy Actors insbesondere für Parodie, Satire oder Polemik mitbrachten. Vor allem in den Aufführungen der klassizistisch ausgerichteten Dramen von John Lyly oder Ben Jonson wurden die jugendlichen Schauspieler als die geeigneteren Darsteller betrachtet und waren über längere Zeit die gefeierten Publikumslieblinge. Auch für einige der bedeutenden Dramatiker dieser Zeit wie Lyly, Jonson, Chapman oder Marston waren die Kindertruppen attraktiv, da sie unter den restriktiven, theaterfeindlichen Bedingungen der elisabethanischen Bühne größere Freiheiten genossen als die etablierten Erwachsenentruppen. Diese Konkurrenz zwischen den Knabentruppen und den professionellen Darstellern des elisabethanischen Volkstheaters erreichte ihren Höhepunkt vor allem in den Jahren zwischen 1599 und 1608, als Richard Burbage das Blackfriars an die Children of the Chapel, die sich von 1603 bis 1605 auch als Children of the Queen‘s Revel bezeichnen durften, vermietete und dadurch eine ungeahnte Konkurrenzsituation entstand.
Die Rivalität zwischen den Knabentruppen und den erwachsenen Berufsschauspielern darf allerdings nicht überbewertet werden. Die Kindertruppen traten in der Regel nur einmal wöchentlich in geschlossenen Häusern vor maximal 400 bis 500 Zuschauern auf, wohingegen die professionellen Erwachsenentruppen zumeist tägliche Vorstellungen in den großen öffentlichen Theatern unter freiem Himmel vor einem Publikum von jeweils 2000 bis 3000 Zuschauern gaben.

## Berühmte Kinderschauspieltruppen des englischen Theaters
- Children of Paul’s
- Children of the Chapel
- King and Queen’s Young Company (auch als Beeston’s Boys bekannt)